# 아라문의 검
《아라문의 검》은 2023년 9월 9일부터 2023년 10월 22일까지 방송되었던 tvN 토일 드라마로 《아스달 연대기》 후속 프로그램으로 8여 년의 세월이 지난 후의 내용을 담는다.

## 기획 의도
검의 주인이 써내려가는 아스달의 신화는 지금부터다! 태고의 땅 아스에서 서로 다른 전설을 써가는 탄야, 태알하, 타곤, 은섬의 운명적인 이야기

## 제작진

### 제작사
- 스튜디오드래곤
- KPJ

### 제작
- 김제현 (스튜디오드래곤)
- 장진욱 (KPJ)

### 극본
- 김영현 : MBC 《테마게임》(공동 집필), MBC 월화 드라마 《애드버킷》(집필), SBS 수목 드라마 《신화》(집필), MBC 월화 드라마 《대장금》(집필), SBS 월화 드라마 《서동요》(집필), MBC 월화 드라마 《히트》(공동 집필), KBS 2TV 월화 드라마 《최강칠우》(보조 집필), MBC 월화 드라마 《선덕여왕》(공동 집필), MBC 수목 드라마 《로열 패밀리》(공동 집필), SBS 수목 드라마 《뿌리깊은 나무》(공동 집필), SBS 주말 특별 기획 드라마 《청담동 앨리스》(크리에이터), 도서 《뿌리깊은 나무 1, 2, 3권》(집필), 영화 《그녀의 연기》(각본), SBS 월화 드라마 《육룡이 나르샤》(공동 집필), tvN 월화 드라마 《써클: 이어진 두 세계》(공동 집필), tvN 토일 드라마 《아스달 연대기》(공동 집필), 도서 《아스달 연대기 1, 2, 3권》(공동 집필) 집필
- 박상연 : 도서 《DMZ》(집필), 영화 《공동경비구역 JSA》(원작자), 영화 《화려한 휴가》(원작자), MBC 월화 드라마 《히트》(공동 집필), KBS 2TV 월화 드라마 《최강칠우》(보조 집필), MBC 월화 드라마 《선덕여왕》(공동 집필), MBC 수목 드라마 《로열 패밀리》(공동 집필), SBS 수목 드라마 《뿌리깊은 나무》(공동 집필), SBS 주말 특별 기획 드라마 《청담동 앨리스》(크리에이터), 도서 《(어린이를 위한) 화려한 휴가》(집필), 영화 《고지전》(각본), 도서 《뿌리깊은 나무 1, 2, 3권》(공동 집필), SBS 월화 드라마 《육룡이 나르샤》(공동 집필), tvN 월화 드라마 《써클: 이어진 두 세계》(공동 집필), tvN 토일 드라마 《아스달 연대기》(공동 집필), 도서 《아스달 연대기 1, 2, 3권》(공동 집필) 집필

### 연출
- 김광식 : 영화 《얼굴》(각본), 영화 《오아시스》(조감독), 영화 《오프로드》(각본), MBC 수목 드라마 《돌아온 일지매》(집필), 영화 《내 깡패 같은 애인》(각본, 감독), 영화 《찌라시 : 위험한 소문》(각색, 감독), 영화 《안시성》(각본, 감독) 연출

## 등장 인물

### 주요 인물
- 장동건 : 타곤 (남) 역 - 아스달의 왕, 이그트. 태알하의 남편. 아록의 아버지, 사야의 양아버지.
- 이준기 : 은섬 (남) 역 - 아고족의 수장, 이그트. 탄야의 정인. 사야의 일란성 쌍둥이 동생.
- 신세경 : 탄야 (여) 역 - 아스달의 대제관, 은섬의 정인.
- 김옥빈 : 태알하 (여) 역 - 아스달의 왕후, 아록의 어머니.
- 이준기 : 사야 (남) 역 - 아스달의 총군장, 이그트. 은섬의 일란성 쌍둥이 형(본명 : 금하).

### 아스달군
- 박해준 : 무백 (남) 역 - 군검방 좌솔 (1회 ~ 2회)
- 차용학 : 길선 (남) 역 - 근위총관
- 이주원 : 연발 (남) 역 - 군장
- 이호철 : 기토하 (남) 역 - 군장
- 박진 : 뭉태 (남) 역 - 근위관
- 송유택 : 박량풍 (남) 역 - 근위관
- 황민호 : 소당 (남) 역 - 군장
- 김정우 : 편미 (남) 역 - 위병총관
- 김광석 : 두파 (남) 역 - 군장
- 정기욱 : 대사이 (남) 역 - 부군장
- 미상 : 상갈 (남) 역 - 사야의 호위관
- 김민송 : 독사 (남) 역 - 사야의 호위관
- 박경복 : 조승 (남) 역 - 근위병

### 아스달 관료
- 정석용 : 열손 (남) 역 - 탄야의 아버지, 격물사.
- 신문성 : 둔지 역 (남) 역 - 필경장
- 손경원 : 초자하 (남) 역 - 지축방 좌솔
- 미상 : 증수개 (남) 역 - 교역방 좌솔
- 미상 : 아사필 (남) 역 - 전읍방 좌솔
- 미상 : 초발 (남) 역 - 형옥방 좌솔
- 미상 : 담희 (여) 역 - 약바치, 왕실 전담 약바치.
- 미상 : 도림 (여) 역 - 시녀, 왕궁의 시녀.

### 불의 성채
- 윤사봉 : 해투악 (여) 역 - 왕후의 호위관
- 이채경 : 해여비 (여) 역 - 왕후의 호위관
- 배기범: 해흘립 (남) 역 - 격물사
- 신서우 : 아록 (남) 역 - 이그트, 타곤과 태알하의 피를 이어받은 아스달의 왕자.
- 미상 : 백하 (여) 역 - 격물사
- 미상 : 열비 (여) 역 - 시녀, 해족의 시녀.
- 미상 : 화진 (여) 역 - 왕후의 측근 시녀
- 미상 : 탐조 (남) 역 - 해족의 병사

### 대신전
- 기도훈 : 양차 (남) 역 - 탄야의 호위관
- 박옥출 : 아가지 (여) 역 - 제관
- 류시현 : 모명진 (여) 역 - 제관
- 전혜인 : 모아 (여) 역 - 대신전의 노예
- 미상 : 소진 (여) 역 - 탄야의 의복제관

### 장터 사람들
- 윤여진 : 스천 (남) 역 - 약전 하호
- 이채윤 : 도티 (여) 역 - 약전 상인
- 송재룡 : 검불 (남) 역 - 상인
- 김난희 : 여상 (여) 역 - 상인
- 강지석 : 노탁 (남) 역 - 노예, 증수개의 노예.

### 아고 연합군
- 이해운 : 잎생 (남) 역 - 참모
- 신주환 : 달새 (남) 역 - 군장
- 강신효 : 타추간 (남) 역 - 군장
- 주명 : 미루솔 (여) 역 - 군장
- 이운산 : 태마자 (남) 역 - 군장
- 권동호 : 바도루 (남) 역 - 군장
- 윤정훈 : 태다치 (남) 역 - 군장
- 이근욱 : 초모 (남) 역 - 전사, 날랜 아고족의 전사.
- 미상 : 초약두 (남) 역 - 아고족의 전사
- 미상 : 벽풍지 (남) 역 - 아고족의 전사

### 아고 연합 관료
- 김정영 : 수하나 (여) 역 - 태씨족 장로
- 윤종원 : 술사강 (남) 역 - 술씨족 족장
- 김신용 : 파사 (남) 역 - 묘씨족 족장, 아고 연합의 실질적인 2인자.
- 미상 : 초사이 (여) 역 - 벽씨족 족장
- 조예린 : 묘니타 (여) 역 - 묘씨 은섬 보좌역

### 뇌안탈
- 송종호 : 이쓰루브 (남) 역 - 뇌안탈, '아뜨라드의 붉은 밤' 대학살의 생존자.
- 황동희 : 노스나호 (남) 역 - 뇌안탈, '아뜨라드의 붉은 밤' 대학살의 생존자.
- 유민규 : 로띱 (남) 역 - 뇌안탈, '아뜨라드의 붉은 밤' 대학살의 생존자.
- 이시우 : 눈별 (여) 역 - '아뜨라드의 붉은 밤' 대학살의 생존자.
- 하승리 : 채은 (여) 역 - 사람, 약바치. 하림의 딸.
- ㅡ) 고려 원성황후

### 모모족
- 음문석 : 카라트 (남) 역 - 전사 (7화 ~ 9화)

### 그 외 인물
- 임진웅 : 해까닥 (남) 역 - 격물사
- 이찬유 : 해때문 (남) 역 - 격물사
- 미상 : 북쇠 (남) 역 - 까닥의 조수
- 김도현 : 쇼르자긴 (남) 역 - 함지상담의 단주
- 손숙 : 아사사칸 (여) 역 - 방계아사씨의 수장 (4화)
- 오정환 : 아사욘 (남) 역 - 제관
- 미상 : 마강 (남) 역 - 떼사리촌에 거주하는 인물
- 미상 : 고핀 (남) 역 - 떼사리촌에 거주하는 인물
- 미상 : 세타 (여) 역 - 떼사리촌에 거주하는 인물
- 미상 : 가르툼 (남) 역 - 바토족 족장

### 기타 인물
- 미상 : 아사혼 역
- 미상 : 샤하티 역
- 김의성 : 산웅 역 (6화)
- 미상 : 흰 깃발을 든 군장 역
- 미상 : 바치 역

### 특별출연
- 수호 : 아록 역 (1회, 12회)
- 최광록 : 에크나드 역 (10회 ~ 12회)
- 카라타 에리카 : 카리카 역 (12회)

## 촬영지
- 아스달 연대기 드라마세트장
- 냇길이소
- 상족암군립공원
- 황매산
- 반곡지
- 팔자 좋아 길 숲터널
- 포천 한탄강 현무암 협곡과 비둘기낭 폭포

## 시청률
최저 시청률과 최고 시청률은 시청률 조사회사와 지역별로 시청률에 차이가 있을 수 있습니다.
| 2023년 | 2023년    | 2023년         | 2023년       | 2023년 |
| 회차   | 방송일    | AGB 시청률     | AGB 시청률   |        |
| 회차   | 방송일    | 대한민국(전국) | 서울(수도권) |        |
| ------ | --------- | -------------- | ------------ | ------ |
| 제1회  | 9월 9일   | 4.969%         | 5.363%       |        |
| 제2회  | 9월 10일  | 4.620%         | 4.676%       |        |
| 제3회  | 9월 16일  | 5.004%         | 5.617%       |        |
| 제4회  | 9월 17일  | 4.957%         | 5.369%       |        |
| 제5회  | 9월 23일  | 3.456%         | 3.637%       |        |
| 제6회  | 9월 23일  | 2.198%         | 2.021%       |        |
| 제7회  | 10월 8일  | 3.520%         | 3.640%       |        |
| 제8회  | 10월 8일  | 3.025%         | 3.256%       |        |
| 제9회  | 10월 14일 | 3.172%         | 3.561%       |        |
| 제10회 | 10월 15일 | 4.355%         | 4.544%       |        |
| 제11회 | 10월 21일 | 2.394%         | 2.520%       |        |
| 제12회 | 10월 22일 | 4.604%         | 4.949%       |        |

## 편성 변경
- 2023년 9월 23일 : 밤 9시 20분 5회, 6회 연속 방송.
- 2023년 9월 30일 : 2022 항저우 아시안 게임으로 인해 스페셜 방송.
- 2023년 10월 8일 : 밤 9시 20분 7회, 8회 연속 방송.

## 결방 사유
- 2023년 10월 1일, 2023년 10월 7일 : 2022 항저우 아시안 게임으로 인해 결방.

## 같이 보기
- 대한민국의 텔레비전 드라마 목록 (ㅇ)
- 2023년 대한민국의 텔레비전 드라마 목록

## 참고 사항
- 신세경과 정석용은 MBC 일일 시트콤 《지붕뚫고 하이킥!》 이후 13년 만에 재회하여 캐스팅 되었다.
- 3화부터는 드라마 자막 서비스를 시작한다.